# Anthophora dispar
Anthophora dispar är en biart som beskrevs av Amédée Louis Michel Lepeletier 1841. Den ingår i släktet pälsbin och familjen långtungebin. Inga underarter finns listade i Catalogue of Life.

## Beskrivning
Arten är ett övervägande svart bi. Båda könen har vita (och hos hanen även gulaktiga) markeringar på huvudet, mellankroppen är ljus (hos honan grå, hos hanen gul till gulgrå) en färg som fortsätter till första och större delen av andra tergiten (bakkroppssegmenten på ovansidan). Även här går pälsen mer i gult/grågult hos hanen, vitt/ljusgrått hos honan. Honan blir 15,5 till 16,5 mm lång, hanen 13 till 14,5 mm.

## Ekologi
Som alla i släktet är arten ett solitärt bi och en skicklig flygare som föredrar torra och halvtorra klimat.

## Utbredning
Anthophora dispar förekommer i Sydvästeuropa, Nordafrika och Syrien.